# Parlement de Bordeaux
Le Parlement de Bordeaux est une cour de justice, confirmée dans ses fonctions en 1451 par le roi de France Charles VII, suspendue entre 1453 et 1462, et rétablie par Louis XI le 10 juin 1462. Le Parlement de Bordeaux fut établi en tant que troisième cour derrière Paris et Toulouse mais au même rang que Grenoble. Jusqu'à sa dissolution en 1790 ; il siégeait au palais de l'Ombrière.
Les parlements français remontent tous à l'établissement d'une entité géographique dénommée sous un vocable régional, constituant le territoire d'un seigneur. Le seigneur rendait justice, c'est l'origine du mot cour.
La cour d'Aquitaine était donc le lieu où se rendait justice et Aliénor y ségeait. Le palais de l'Ombrière en Guyenne (Aquitaine) fut construit au Moyen-Âge et c'est là que se tenait donc ce qui devint le Parlement de Guyenne à Bordeaux. On trouve même la trace d'une cour de justice organisée bien avant Aliénor d'Aquitaine et le Parlement de Bordeaux ainsi que tous les Parlements de ce qui constituait les royaumes vassaux du royaume de France, ont été créés bien avant que Paris ne devînt Paris à l'époque de la Révolution. Un état que le XIXe siècle (dont les écrits sont, on le sait désormais, sujets à caution en matière d'histoire) lui prêtat une omniprésence dans l'histoire de toutes les régions désormais françaises. Les propos d'Étienne de la Boétie à une époque où les Seigneurs remettent précisément en cause le principe de vassalité, notamment face au peu de sens qu'il y aurait à voir un monarque tout régenter en sont un exemple. Leur revenu leur venait de leur seigneurerie. Cette volonté de Paris soudain au XVIe siècle de vouloir s'affirmer va se poursuivre jusqu'à la Fronde où elle s'impose par la force, comme par la suite.
Malgré l'affirmation de Paris par la force et le sang, les Parlements garderont une grande indépendance, seront créateurs de droit et ne ratifieront pas toujours les traités résolus par le roi. Ainsi à la veille de la révolution, même quand Versailles existe depuis un siècle, le Parlement de Lorraine refuse d'augmenter la portion congrue, augmentation présentée au roi par M de Talleyrand de Périgord et agréée en conseil du roi. L'indépendance des régions, notamment sur le plan juridique sera terminée avec la Révolution qui va être un acte centralisateur.

## Histoire

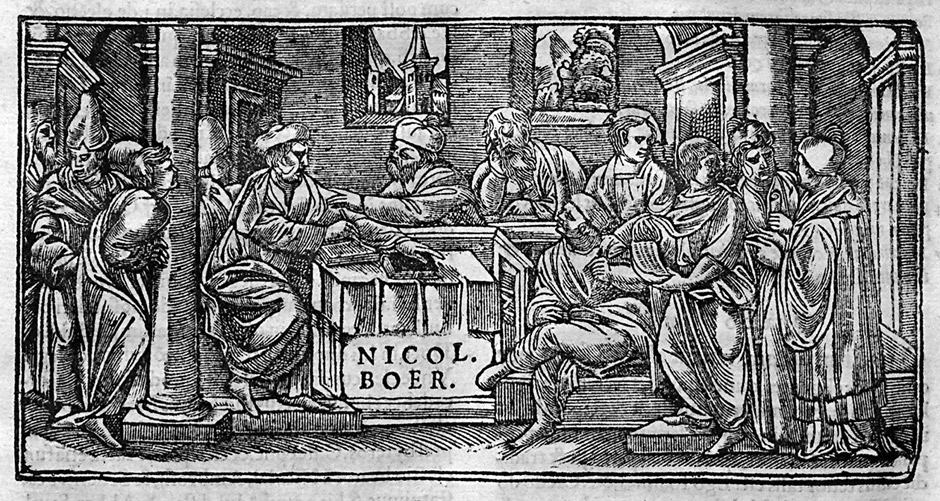
Nicolas de Bohier (1469–1549), président à mortier au parlement de Bordeaux, en dispute.

### La formation du Parlement de Bordeaux et de sa juridiction auXVesiècle

#### Les débuts incertains du Parlement durant la guerre de Cent Ans
Une cour supérieure de Guyenne, issue de l'administration anglaise, existait avant le Parlement de Bordeaux, mais elle semble n'avoir eu qu'un rôle limité puisque les appels étaient généralement portés devant la cour du roi.
La conquête militaire de Charles VII dans le Sud-Ouest le poussa en 1444 à placer les pays conquis sous la juridiction d'une cour locale : le Parlement de Toulouse, créé en 1443. Cette décision fut largement contestée par les Bordelais et Charles VII consentit en 1451 à la création d'une Curia Suprema Burdigale.
Mais le Parlement de Bordeaux fut suspendu en raison d'une révolte des Bordelais à l'encontre de l'autorité royale en 1452 et Charles VII institua donc en remplacement les Grands Jours, assemblée dépendante du Parlement de Paris. Un président et quatre conseillers devaient théoriquement être envoyés une fois tous les deux ans à Bordeaux (cette assemblée ne siégea en fait qu'en 1456 et 1459), pour rendre la justice en appel. La cour se composait alors de d'un président, dix magistrats, un procureur général, un avocat général, trois huissiers, un greffier et un notaire.

#### Le renforcement du Parlement et l'extension de sa juridiction sous le règne de Louis XI
Devant les difficultés d'administration engendrées par l'éloignement et le nombre d'affaires à traiter, Louis XI replace le 20 octobre 1461 la Guyenne sous la juridiction de Toulouse. La disgrâce de Toulouse permit l'année suivante à Bordeaux de retrouver son Parlement : en 1462, Louis XI reconstitua un véritable parlement autorisé sur les sénéchaussées de Guyenne, du Bazadais, Agenais, Landes, Périgord, Quercy, Saintonge et Angoumois. La cour se composait à sa création d'un président et de 6 conseillers, à savoir 3 clercs et 3 lays ou laïques, ainsi que d'un avocat du roi (avocat général), un greffier civil.
Par lettres patentes, le roi autorisa, le 3 novembre 1467, une augmentation des membres requis ainsi que la nomination de l'évêque de Dax en tant que conseiller-clerc du Parlement.
En juillet 1468, à la suite de la transformation de la Guyenne en apanage pour Charles de France, Louis XI ordonna la transition du Parlement à Poitiers, deuxième Parlement après celui de Paris. Cependant, le duc Charles mourut en 1472, et la Guyenne retourna à la couronne. En conséquence, le Parlement fut rétabli à Bordeaux, le 1er juin par lettres patentes.
Dès 1474, la sénéchaussée d'Armagnac aussi se plaça dans le ressort du Parlement de Bordeaux ; si la sénéchaussée de Condom restera dans le ressort de Bordeaux, la sénéchaussée de Lectoure puis celle d'Auch, les plus importantes, ressortiront de Toulouse. De même, celle de Quercy y retourna.

### Le parlement de Bordeaux au temps de la Réforme et des guerres de religion (1517-1590)

#### Le développement du Parlement auXVIesiècle
Au XVIe siècle, le Parlement de Bordeaux se développa de façon considérable. Le nombre de conseillers passa de 18 en 1483, à 22 en 1515, puis à 30 en 1533, jusqu'à atteindre 55 conseillers en 1543. Cette évolution était due à la création de nouvelles chambres au sein du Parlement. La Grande Chambre (ou « Grand' Chambre » où siègent les grands chambriers) constituait la chambre principale, sous Louis XII fut créée la Chambre des Enquêtes, qui était chargée d'assister la Grande Chambre en préparant ses arrêts et en instruisant les dossiers. En 1519 fut créée une chambre criminelle spécialisée, appelée la Tournelle, composée de huit conseillers et d'un président ; en 1543 fut créée une seconde Chambre des Enquêtes.
De véritables dynasties de Parlementaires se constituèrent, dont la famille de Michel de Montaigne, tandis qu'il siégeait à la Chambre des Enquêtes, son beau-frère siégeait à la Grande Chambre et son beau-père, à la Tournelle. Ces logiques dynastiques furent encouragées par le système de la vénalité des charges, et par la possibilité de leur transmission familiale, qui fut mise en pratique au Parlement à partir de 1530.
Dans les années 1548-1549, le Parlement traversa une grave crise qui remit en cause ses prérogatives. La décision de François Ier d'instaurer la gabelle ainsi que des greniers à sel en Guyenne provoqua une émeute en août 1548 à Bordeaux. Le pouvoir royal accusa les autorités locales d'avoir fait preuve de tiédeur dans la répression de cette révolte et décida en guise de châtiment de suspendre leurs fonctions, les conseillers du Parlement de Bordeaux furent alors remplacés par une juridiction de conseillers de Paris et de Rouen qui siégea d'août 1549 à janvier 1550. Henri II cependant décida de se montrer magnanime et accorda à la ville une amnistie.
Le Parlement de Bordeaux eut dès lors l'occasion de s'affirmer et de renforcer ses prérogatives. En 1557 fut créée une nouvelle chambre, la Chambre des Requêtes, chargée d'examiner la recevabilité des demandes, et sous le règne de Charles IX, le Parlement fut doté d'un pouvoir de contrôle politique, puisqu'il reçut en 1566 le droit d'approuver les élections à la Jurade. Par ailleurs, deux conseillers furent introduits dans les élections et les assemblées de la Jurade.

#### Le Parlement de Bordeaux face aux crises religieuses duXVIesiècle
Face à la diffusion des idées de la Réforme, le Parlement de Guyenne s'érigea en défenseur de la foi catholique. Dès 1534, les magistrats interdirent aux régents du Collège de Guyenne de détenir des livres défendus par la faculté de théologie de Paris. À partir de 1540, les Parlements en France obtinrent davantage de prérogatives dans la lutte contre l'hérésie au détriment des officialités. De 1541 à 1559, le parlement de Bordeaux rendit ainsi 450 arrêtés relatifs à la crise religieuse, ce qui témoignait de l'intensité de son activité dans ce domaine. Entre 1530 et 1560, 26 arrêts de mort furent prononcés par le Parlement à l'encontre d'hérétiques, la répression exercée par les magistrats ne fut donc pas aussi brutale que celle qui fut entreprise dans les juridictions de Paris ou de Toulouse.
Mais à partir de 1560, un parti intransigeant émergea au Parlement autour du troisième président Christophe de Roffignac, qui constitua un syndicat qui s'opposait à la modération du premier président, Lagebaston, plutôt favorable à l'inflexion de la répression royale qui fut amorcée dès la mort d'Henri II. Le 19 décembre 1560, l'avocat Jean de Lange, appartenant du syndicat de Roffignac, prit la parole devant les conseillers et s'éleva contre les dangers représentés par l'existence de deux religions à Bordeaux. Le Parlement prit alors des mesures immédiates : ordre aux étrangers de quitter Bordeaux, interdiction de circuler armé, interdiction de participer à la Cène, aux consistoires et aux synodes.
La reprise de la guerre en 1567 fit tomber le parti modéré, Lagebaston fut contraint d'abandonner sa charge. La répression du Parlement à l'égard des Protestants s'accentua alors considérablement : en 1569, 579 condamnations à mort furent prononcées, et 563 l'année suivante. Cependant, lorsque la paix du Fleix fut signée en 1580, le Parlement, qui avait pris le tournant de l'hostilité envers les protestants, fut à nouveau affaibli par le pouvoir royal. Entre 1580 et 1584, une chambre de justice composée de magistrats parisiens fut installée au Parlement de Bordeaux. Par la suite, le Parlement parvint à naviguer entre Ligueurs et Protestants, sans prendre clairement parti et il reconnut dès janvier 1590 Henri IV comme roi de France.

### L'âge de fer du Parlement de Bordeaux (1590-1690)

#### Le Parlement entre épidémies, révoltes et contestations de son autorité (1590-1648)
En dépit de la soumission des magistrats à l'autorité d'Henri IV, les relations entre le souverain et le Parlement demeuraient néanmoins sous tension, l'arrivée de l'édit de Nantes au Parlement en 1599 donna ainsi lieu à l'arrêt de remontrances. Cette diatribe d'Henri IV à l'égard du président du Parlement illustre la défiance du souverain à l'égard de cette institution : "Vous dites que mon peuple est foulé. Eh ! Qui le foule, que vous et votre compagnie ? Oh ! La méchante compagnie ! Eh ! Qui gagne son procès à Bordeaux que celui qui a la plus grosse bourse ? Tous mes parlementaires ne valent rien mais vous êtes les pires de tous.".
En 1599 une épidémie de peste frappa la ville, l'activité du Parlement en fut grandement affectée, une chambre provisoire fut alors formée pour continuer d'assurer l'activité du Parlement, les magistrats s'y relayaient de huitaine en huitaine. Lorsqu'une nouvelle épidémie frappa Bordeaux en 1604, le Parlement constitua le 16 décembre un Bureau de la santé, qui fut chargé de connaître l'état sanitaire de la ville. Une nouvelle épidémie fit son apparition en 1629-1630, durant toutes ces crises, le Parlement s'efforça de prendre des mesures, de concert avec la Jurade, pour préserver Bordeaux de la peste : quarantaines, nettoyage des rues, garde du port...
De nouvelles institutions firent leur apparition au XVIIe siècle et concurrencèrent l'autorité du Parlement. En 1608 fut créée la chambre de l'Édit, composée de conseillers protestants et de membres du parlement, elle était chargée de juger les procès impliquant des Protestants. À partir de 1629, la Cour des Aides s'installa de façon pérenne à Bordeaux, ce qui privait le Parlement d'une partie de ses compétences en matière fiscale. Mais le Parlement fut aussi concurrencé par la figure de l'Intendant de province, doté d'un pouvoir de justice extraordinaire, qui fit son apparition au début du siècle.
Le 14 mai 1635, une émeute antifiscale éclata à Bordeaux, elle avait pour origine la création d'une nouvelle taxe sur le vin débité par les cabaretiers, pour laquelle seule la Cour des Aides fut consultée au détriment du Parlement, qui n'entra en action que pour régler les questions du maintien de l'ordre. Face à cette émotion populaire, le Parlement prit deux arrêts, l'un pour surseoir à l'application de la nouvelle taxe et l'autre pour envoyer une députation composée d'un président à mortier, de quatre conseillers et d'un avocat général, auprès des bourgeois pour tenter d'organiser le maintien de l'ordre, cette tentative se solda néanmoins par un échec. Les magistrats furent en somme relativement impuissants face à cette révolte et durent s'en remettre au gouverneur de la province, le duc d'Épernon.

#### Le Parlement et la Fronde (1648-1654)
Tandis que la Fronde parisienne battait son plein, la ville de Bordeaux demeura paisible dans la première moitié de l'année 1648. Des premiers troubles apparurent en août 1648 lorsque le Parlement prit le parti de la population pour s'opposer à la décision du gouverneur d'envoyer un chargement de blé vers l'Espagne. Ce fut finalement le départ du duc d'Épernon pour Cadillac qui sonna le début de la Fronde bordelaise, puisqu'il créa un vide institutionnel dans lequel le Parlement s'empressa de s'engouffrer ce qui lui permit de se rendre maître de la cité. La vie du Parlement fut dès lors rythmée par de nombreuses séances à caractère politique, une vingtaine eurent lieu chaque mois durant l'année 1649. Le Parlement parvint à rassembler une armée qui affronta celle du duc d'Épernon, représentant du pouvoir royal, le 26 mai 1649 ; cet affrontement se solda par une défaite de l'armée parlementaire, inexpérimentée.
Le gouverneur parvint en guise de riposte à obtenir du roi des lettres patentes proclamant l'interdiction du Parlement, qui put néanmoins repousser cette manœuvre grâce au soutien de la population qui lui assurait le contrôle de la ville. Les Parlementaires, galvanisant la foule, la dirigèrent vers le château Trompette, symbole de l'autorité royale ; ils vinrent à bout de la forteresse le 18 octobre 1649. La Fronde parlementaire prit néanmoins fin avec la signature d'une trêve le 5 janvier 1650.
Le 18 janvier, cependant, le Parlement se retrouva confronté à l'arrivée de la princesse de Condé, qui s'introduisit en larmes dans la Grande Chambre, où elle implora le soutien des magistrats. Ces derniers, face à l'éloquence de la princesse et surtout aux attentes de la foule, finirent par accorder leur soutien au parti du prince de Condé. L'installation de ce dernier à Bordeaux fit entrer la Fronde bordelaise dans des enjeux nationaux. Le rôle du Parlement dans la Fronde des princes évolua vers un rôle passif, il devint le protégé de Condé ; l'un des signes de cette évolution est l'absence de la mention du Parlement dans le Manifeste des Bordelais, issu de la Fronde populaire, le parti de l'Ormée, qui n'y jurait fidélité qu'au Prince de Condé et au Roi.
Le 8 octobre 1652, le roi décida d'envoyer le Parlement en exil à Agen. Il finit néanmoins, une fois la Fronde des Princes vaincue, par l'autoriser à réintégrer la ville de Bordeaux, le 1er décembre 1654.

#### L'affirmation de l'autorité royale sur le Parlement (1654-1690)
Aux lendemains de la Fronde, le Parlement de Bordeaux était affaibli, mais il recouvra assez rapidement ses prérogatives et sa prétention à interférer dans la politique royale. En février 1655, deux mois seulement après son retour dans la ville, il s'opposa à la création d'une fabrique de liards, décidée par Louis XIV en lui adressant des remontrances. De 1655 à 1668, le Parlement adressa en tout 25 remontrances au monarque. Le pouvoir royal dans ce bras de fer affirma son autorité sur le Parlement de Bordeaux lors de l'enregistrement de l’ordonnance de 1667. Le 7 septembre 1667, le marquis de Saint-Luc, intendant général de la province de Guyenne, se rendit au Parlement où il annonça qu'il était envoyé par le roi pour veiller à l'enregistrement de l’ordonnance, qui devait se faire selon le souhait du monarque sans opposition ni remontrances.
Le Parlement céda, mais il organisa par la suite une forme de résistance en tardant à enregistrer les décisions royales, ce qui motiva la déclaration royale de 1673 qui imposait un délai de 3 jours au Parlement pour se réunir en vue d'un enregistrement, tout en lui reconnaissant un droit de remontrances. Néanmoins cette déclaration supprima le droit pour le Parlement de former des remontrances antérieures à l'enregistrement, qui étaient problématiques puisqu'elles suspendaient temporairement les actes royaux, les textes émis par le roi devenaient donc immédiatement applicables.
Lorsque la révolte du Papier timbré éclata en 1675, le Parlement de Bordeaux prit une direction opposée à celle qu'il avait pu choisir durant la Fronde, puisqu'il se comporta en fidèle soutien de l'autorité royale. Le Parlement prit un arrêté contre les attroupements, et subit en réponse l'ire de la population, qui parvint en fin de compte à le contraindre à adresser des remontrances au roi, demandant l'abolition de la nouvelle taxe. Le roi accéda à cette demande mais il décida également de punir la population bordelaise en la privant de son Parlement qui fut exilé à Condom. Il se rendit ensuite à Marmande, puis finit par s'installer à La Réole en 1678, où il demeura jusqu'en 1690.
Le Parlement qui reprit sa place à Bordeaux avait cependant profondément changé durant son exil, dans sa composition tout d'abord, puisqu'il comptait 28 nouveaux membres qui n'avaient jamais travaillé dans l'institution du temps où elle était établie dans la ville, et dans son organisation également puisque la chambre de l'Édit avait disparu.

### Le Parlement de Bordeaux auXVIIIesiècle

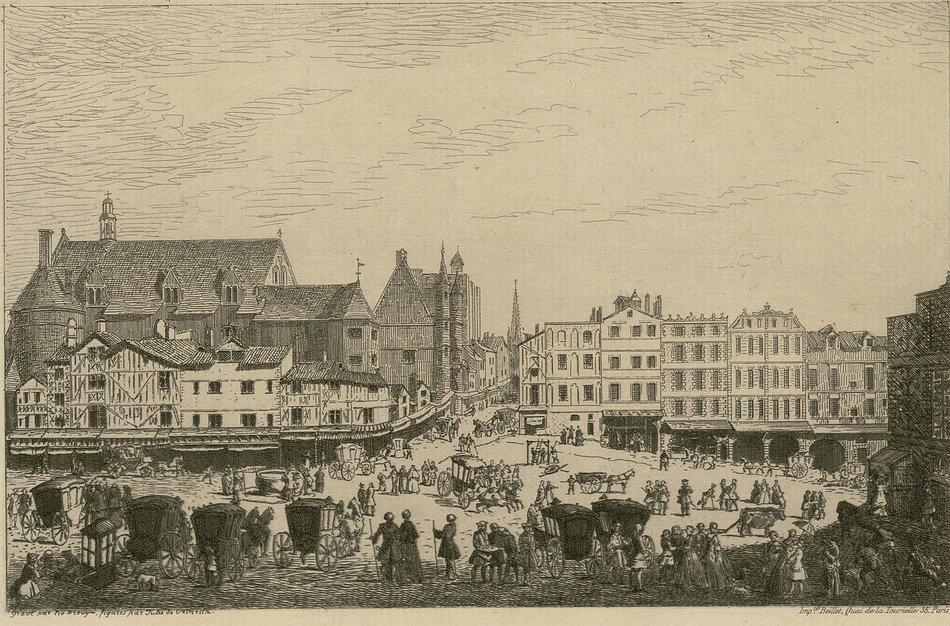
Le palais de l'Ombrière au XVIIIe siècle.

#### De la fin du règne de Louis XIV à la Régence
Dans la nuit du 1er janvier 1704, un incendie se déclara au palais de l'Ombrière où siégeait le Parlement ; la Grande Chambre et la Tournelle furent réduites en cendres, mais une partie de l'édifice put être sauvé, les dégâts furent évalués à 50.000 livres. Mais le Parlement perdit surtout au cours de ce sinistre un grand nombre de documents très importants : les originaux des arrêts du début du XVIIe siècle jusqu'en 1670, des lettres de Louis XIII et Louis XIV et surtout les registres secrets du XVIIe siècle.

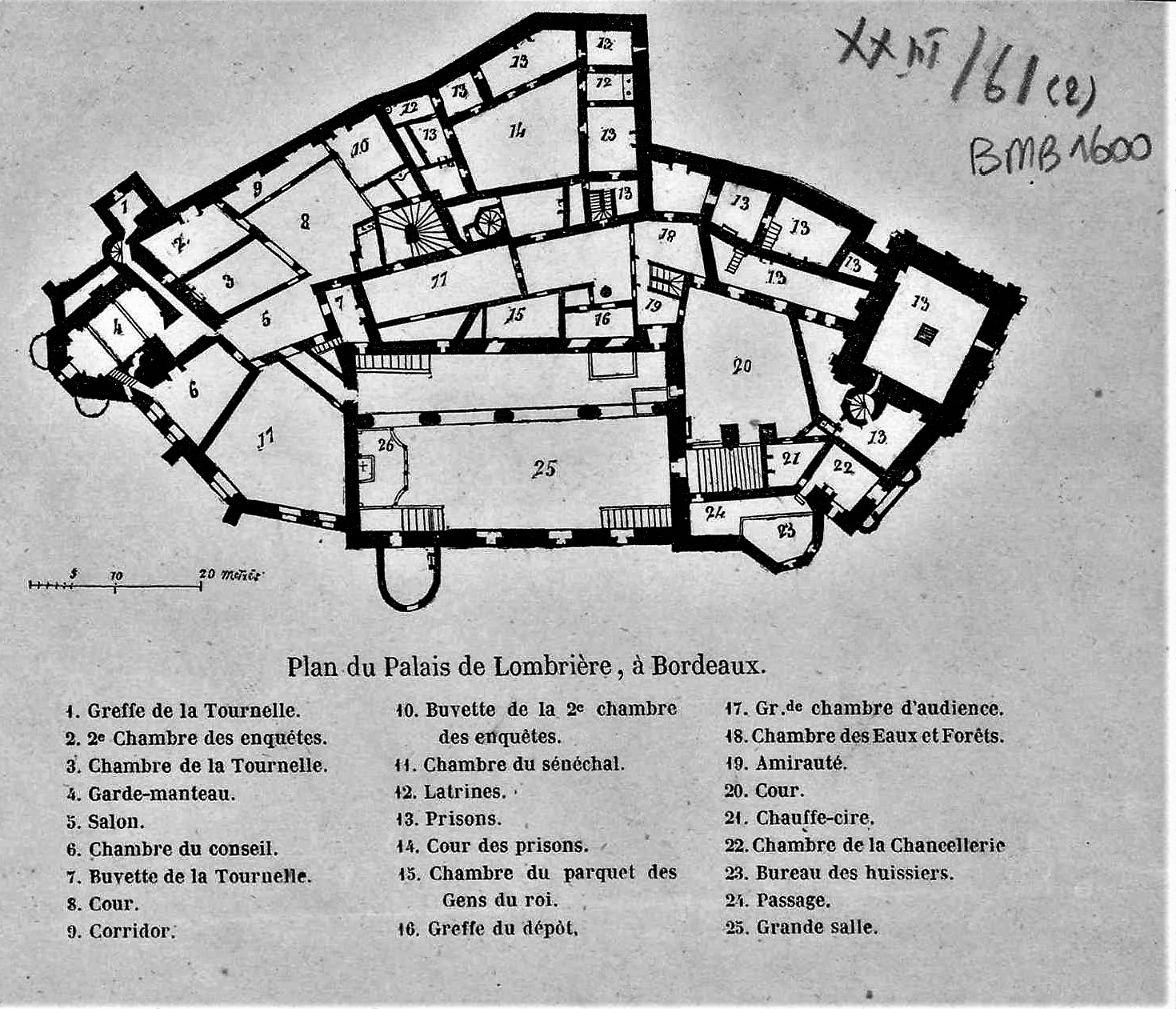
Plan du palais de l'Ombrière, abritant le Parlement de Bordeaux.

La fin du règne de Louis XIV fut marquée par le Grand hiver et la guerre de Succession d'Espagne durant lesquels les magistrats bordelais prirent leurs distances avec la figure royale. Le conseiller au Parlement, Labat de Savignac, évoquant un Te Deum donné à la cathédrale, notait dans son Mémorial général, en date du 3 mars 1710 : « Il y avait très peu de nos Messieurs et lorsqu'on a crié « Vive le roi ! » personne n'a répondu ». En 1713, l'enregistrement de la bulle Unigenitus au Parlement de Bordeaux ne suscita pas d'agitation particulière comme cela avait été le cas au Parlement de Paris.
Le Régent, qui succéda à Louis XIV, entendait gouverner avec l'aide des Parlements, il décida de rétablir pour les Parlements le droit de formuler des remontrances préalables à l'enregistrement, qui avait été supprimé en 1673. Si les premières années de la Régence furent marquées par une entente cordiale entre le Parlement de Bordeaux et Philippe d'Orléans, la décision du Régent de réformer l'administration de l'hôpital Saint-André en avril 1718 suscita une querelle avec le Parlement qui s'y opposa.

#### Les élites parlementaires bordelaises auXVIIIesiècle
Le Parlement de Bordeaux au XVIIIe siècle était marqué par un fort renouvellement de sa composition, contrairement au Parlement de Rennes. Le monde parlementaire Bordelais était ouvert aux roturiers, qui, une fois anoblis, nouaient parfois des alliances matrimoniales avec le monde des négociants. La fortune de ces parlementaires reposait le plus souvent sur la terre, et en particulier sur l'activité viticole.
Le prix des charges au Parlement de Bordeaux augmenta dans la première moitié du XVIIIe siècle, mais en 1771, les réformes de Maupeou qui supprimèrent les Parlements fragilisèrent la confiance que l'on pouvait placer dans l'achat de charges ; au retour des Parlements en 1774, les prix des charges courantes, comme celle de conseiller, avaient diminué, en revanche, les charges plus rares comme celle d'avocat général (au nombre de deux seulement), parvinrent à se maintenir à un prix élevé voire à augmenter.
| Charge                              | Prix vers 1698 | v. 1710-1715  | v. 1740        | v. 1753        | v. 1779        |
| ----------------------------------- | -------------- | ------------- | -------------- | -------------- | -------------- |
| Président à mortier                 | 72 000 livres  |               | 120 000 livres | 135 000 livres | 123 000 livres |
| Président des Enquêtes              |                | 30 000 livres | 33 000 livres  | 33 000 livres  | 37 000 livres  |
| Avocat général                      |                |               |                | 84 000 livres  | 92 000 livres  |
| Greffier en chef                    |                | 65 000 livres |                |                | 80 000 livres  |
| Conseiller-commissaire aux Requêtes |                | 22 000 livres |                | 15 000 livres  | 20 000 livres  |
| Conseiller                          | 25 000 livres  | 25 000 livres | 40 000 livres  | 30 000 livres  | 25 000 livres  |

En dépit de son ouverture, le milieu parlementaire bordelais demeurait tout de même structuré par des logiques internes et familiales. À la fin de l'Ancien Régime, près de la moitié des parlementaires bordelais étaient fils de parlementaires, et plus du tiers d'entre eux avaient noué des alliances matrimoniales avec les familles de leurs collègues.

Les membres du Parlement de Bordeaux inscrivirent leur fortune et leur prestige dans la pierre en faisant bâtir de somptueux hôtels particuliers, comme l'hôtel Leberthon, construit par le président Leberthon en 1742, dans la rue du Mirail ; ou encore l'hôtel de Lalande, bâti en 1778 pour Pierre de Raymond de Lalande, conseiller au Parlement. Les bâtiments du Parlement ne disposant pas de bureaux, ces hôtels particuliers étaient aussi des lieux de travail pour les parlementaires, où ils pouvaient recevoir les plaignants et préparer les dossiers ; la pièce de travail est souvent mentionnée dans les inventaires après-décès sous le nom de "cabinet de Monsieur".

Quelques hôtels parlementaires bordelais
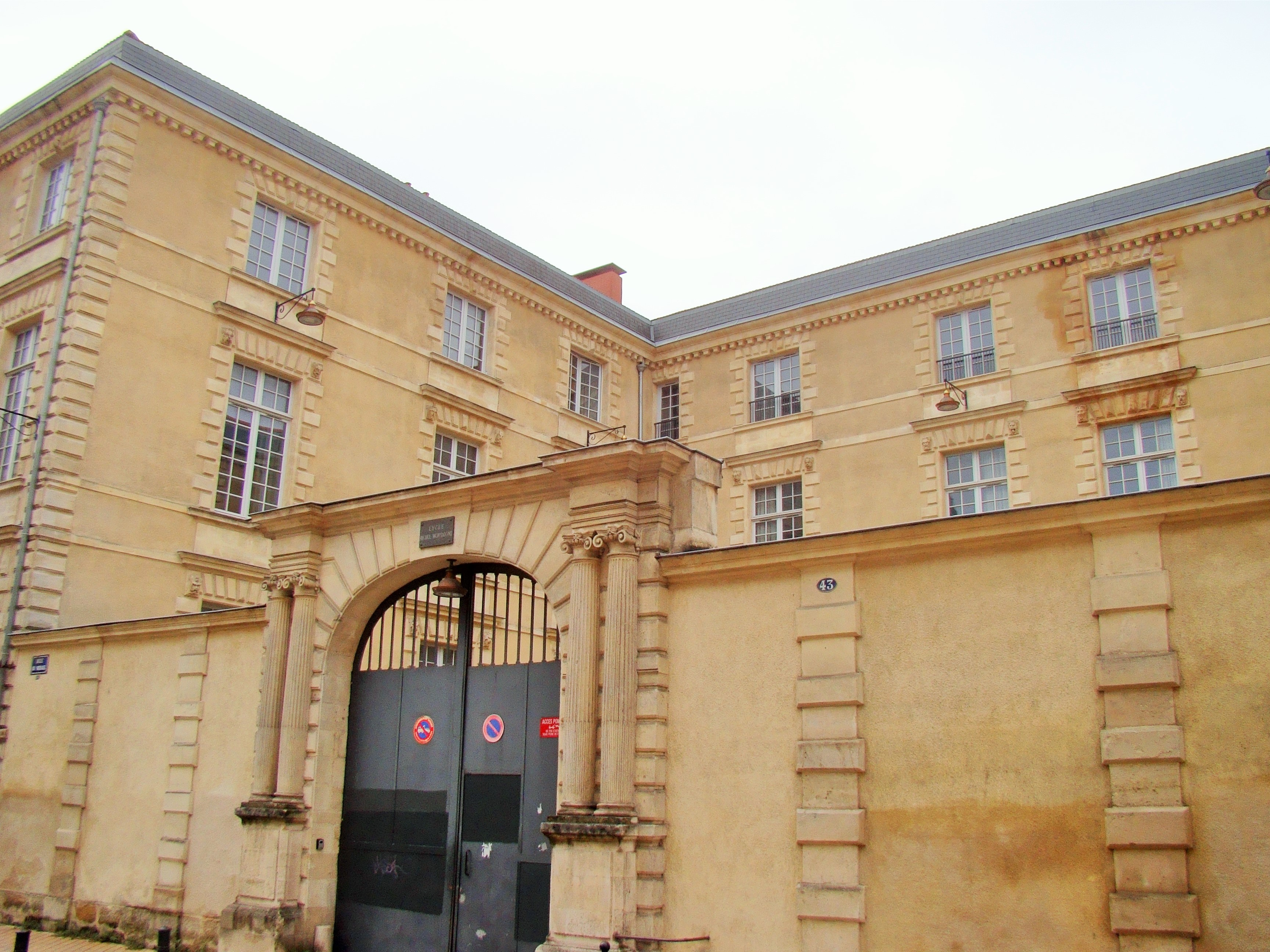
Hôtel Martin.
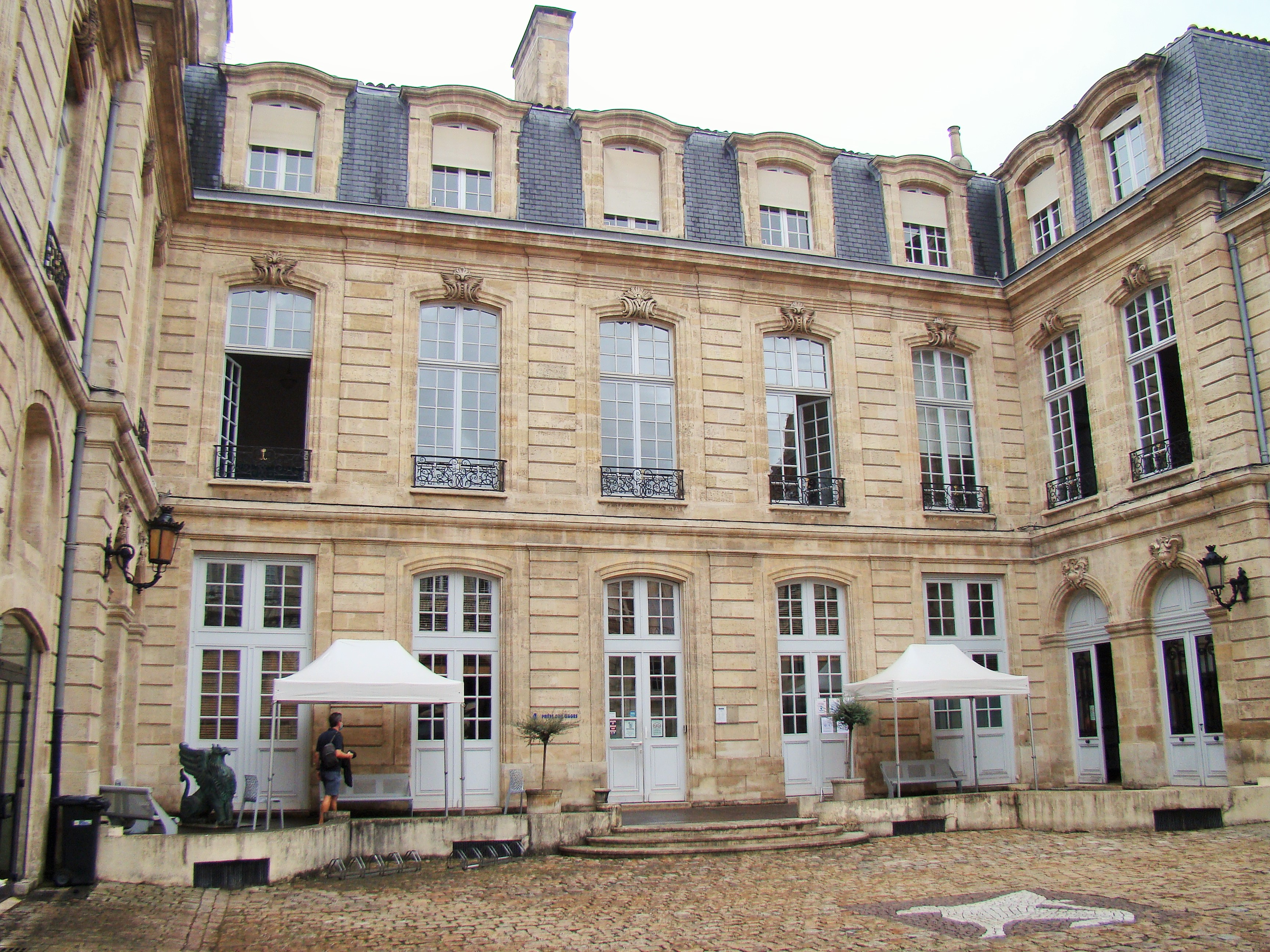
Hôtel Leberthon.
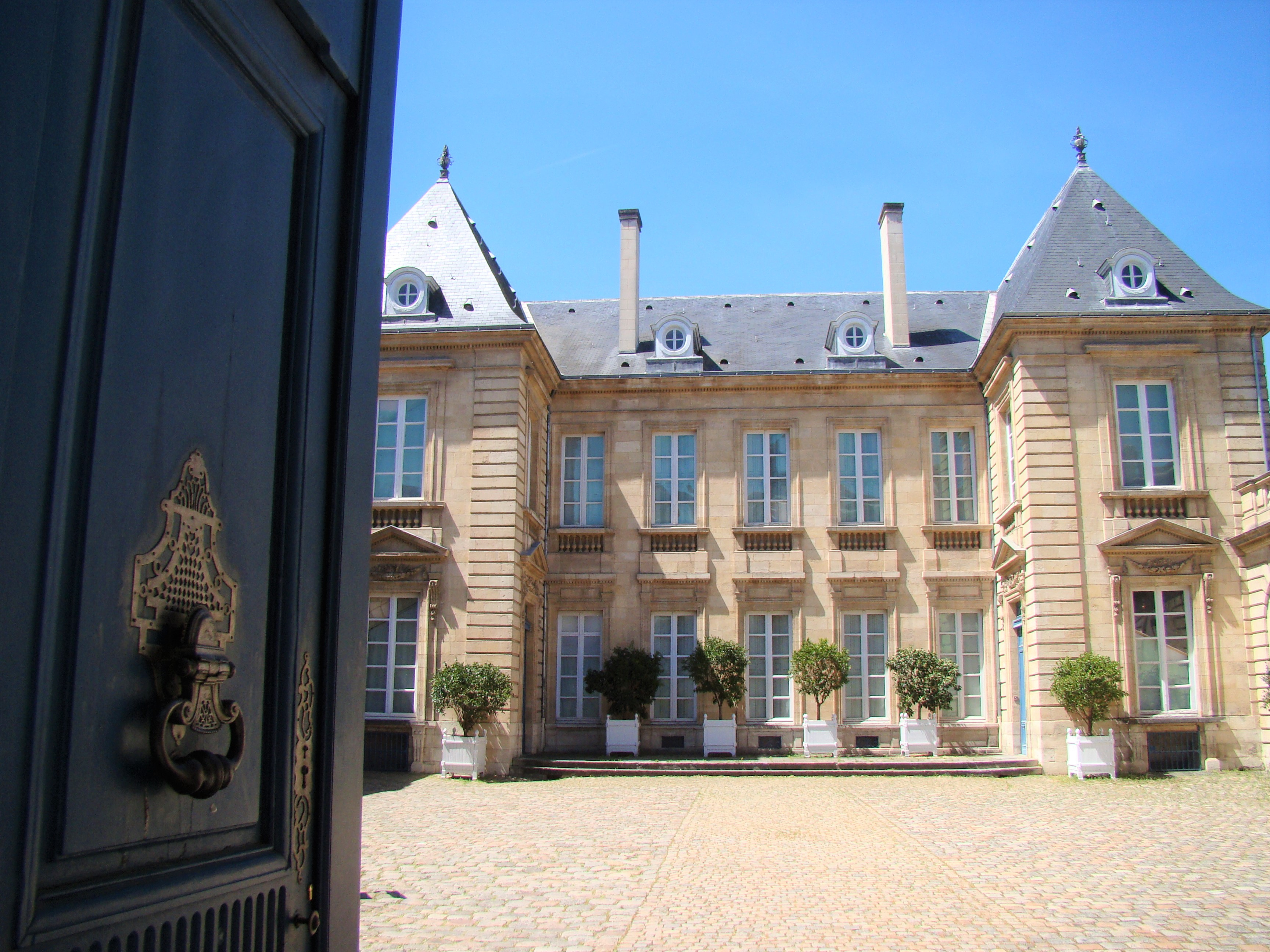
Hôtel de Lalande.
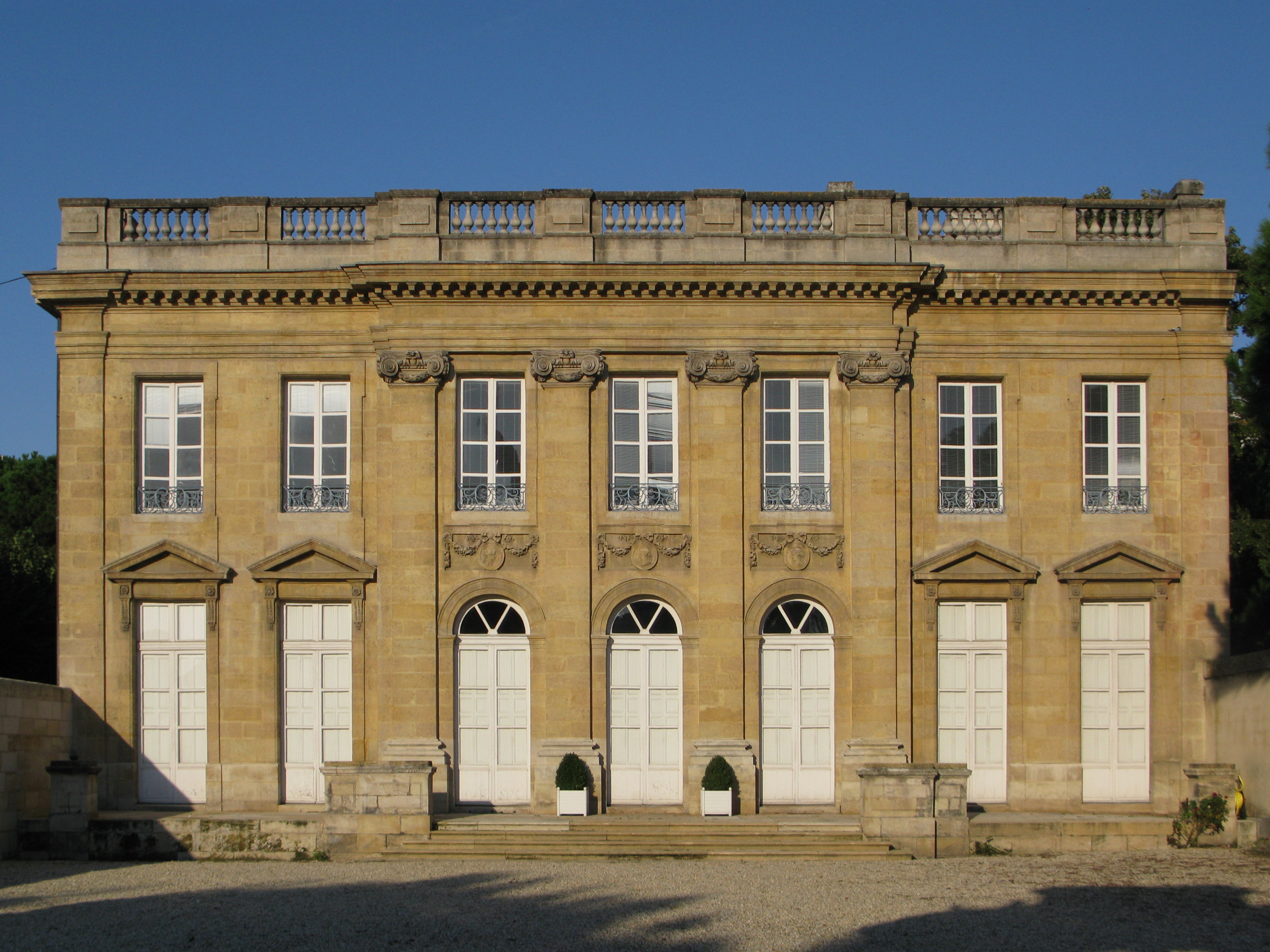
Hôtel de Poissac.
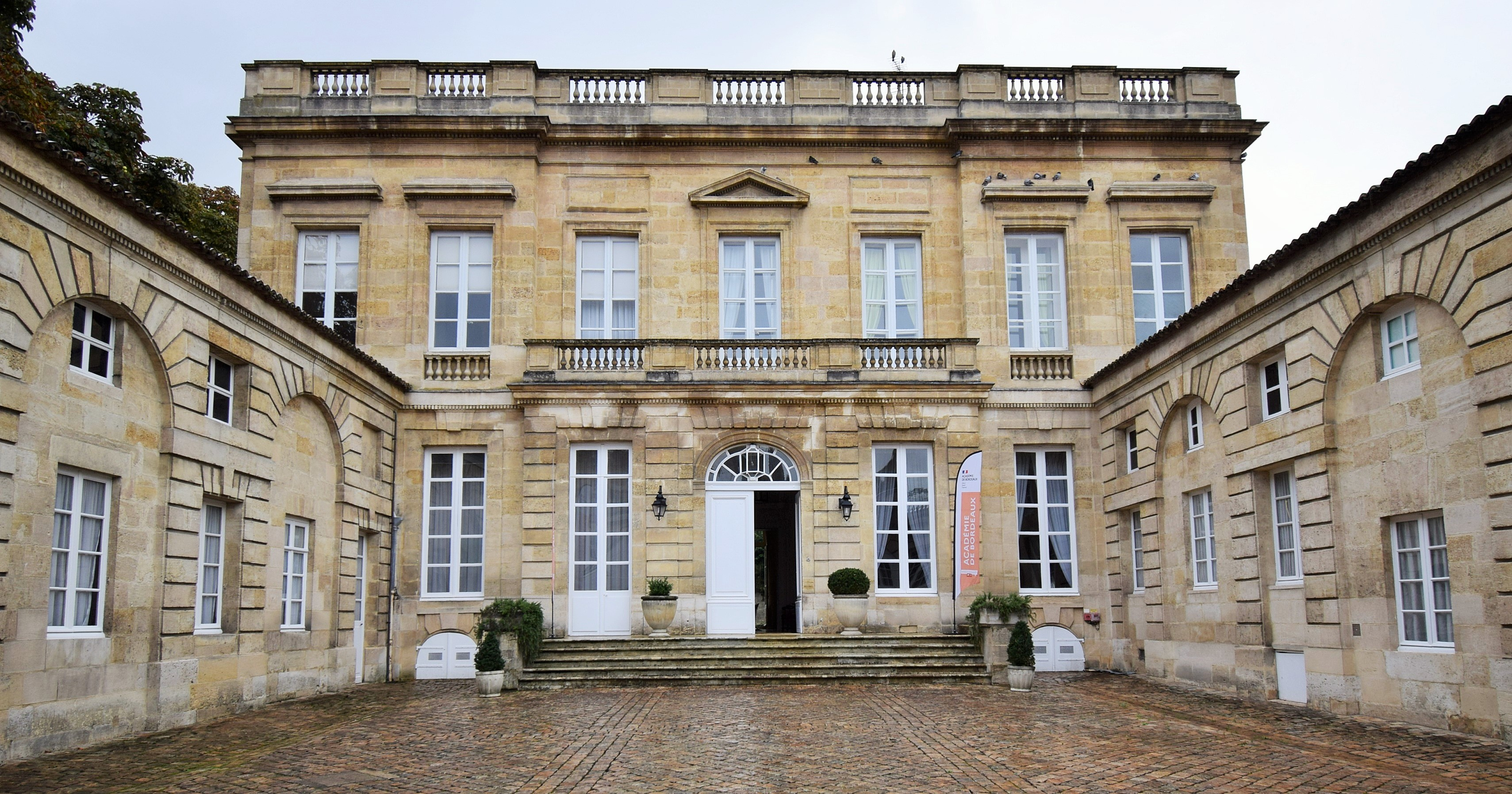
Hôtel de Basquiat.

#### Le Parlement et l'autorité royale à la fin duXVIIIesiècle

Carte des Parlements en 1789

En mars 1762, le Parlement de Bordeaux ouvrit sans grand enthousiasme le procès des Jésuites, l'avocat général Dudon précisa dans le compte-rendu que ce n'étaient pas les membres de la compagnie de Jésus qui étaient jugés mais l'institution et son fonctionnement ; la dissolution de la compagnie fut arrêtée par le Parlement le 26 mai de la même année. Après sa dispersion à l'issue de la réforme de Maupeou, le Parlement revint à Bordeaux triomphalement le 2 mars 1773, signe de l'attachement de la ville à cette institution. La dernière grande opposition du Parlement de Bordeaux à l'autorité royale eut lieu en 1787, lorsqu'il protesta contre la formation d'Assemblées provinciales ; le Parlement fut alors exilé au mois d'août à Libourne, où il adressa des remontrances au roi en octobre.

#### Suppression du parlement à la Révolution
Le 6 septembre 1790, l'Assemblée nationale constituante, qui avait commencé à reconstruire le système judiciaire en France, décrète la suppression des parlements de province.

### Arrêts les plus marquants du Parlement de Bordeaux
- 1571 : un navire, piloté par un capitaine normand, accoste à Bordeaux pour y vendre sa cargaison d'esclaves. Par ordre du Parlement de Bordeaux, il est immédiatement expulsé, et ses esclaves libérés. Dans son arrêt, le parlement précise : « La France, mère de liberté, ne permet aucuns esclaves »[34].
- 1723 : arrêt du Parlement de Bordeaux visant à mettre fin à la ségrégation et aux brimades dont était victime une partie de la population, les cagots (les charpentiers et travailleurs du bois) depuis plusieurs siècles. Il était ainsi fait défense à toute personne du pays de Labourd d'injurier aucun particulier comme prétendus descendants de cagots, et de les traiter de cagots, de gahets ou de ladres, à peine de 500 livres d'amende ; l'arrêt ordonnait que les cagots soient admis dans les assemblées générales et particulières, qu'ils soient admis aux charges municipales et honneurs de l'église, qu'ils aient le droit de se mélanger au reste de la population à l'église et qu'ils soient traités et reconnus comme les autres habitants des lieux, sans aucune distinction ; l'arrêt exigeait aussi que leurs enfants soient reçus dans les écoles et collèges des villes, bourgs et villages, et soient admis dans toutes les instructions chrétiennes indistinctement[35].
- Le 19 janvier 1724 : un autre arrêt du Parlement de Bordeaux, signé de la main même de Montesquieu, exige que soit respecté l'arrêt précédent du 7 juillet 1723 du même Parlement de Bordeaux.
- 1762 : arrêt du Parlement de Bordeaux, du 26 mai 1762 qui dissout la société dite de Jésus[36].
- Le  28 juin 1775, le Parlement de Bordeaux, suivi le 30 juin 1775 par le Parlement de Paris, condamne au bûcher le Catéchisme du citoyen, livre publié sous anonymat par l'avocat bordelais Guillaume-Joseph Saige.
- 1787 : arrêt du Parlement de Bordeaux sur son exil à Libourne et la nécessité d'assembler les États-Généraux[37].

## La chasse aux sorcières
Du Moyen-Âge à la fin du XVIIe siècle, plusieurs magistrats du Parlement de Bordeaux participent à la chasse aux sorcières. Le plus connu est Pierre de Lancre. Créateur du mythe du sabbat des sorcières, ses écrits ont grandement contribué à véhiculer à travers les siècles une vision caricaturale et fantasmée de la sorcière – séductrice, dansant nue et pactisant avec le diable.
Des centaines de femmes du Pays de Labourd (ancienne province du Pays basque) et des Landes de Gascogne sont envoyées au bûcher par Pierre de Lancre, dans une volonté de reprise en main politique de ces provinces par Henri IV. Pierre de Lancre arrête aussi des prêtres. Huit d’entre eux sont accusés d’avoir assisté à un sabbat. La justice ecclésiastique étant moins sévère que la justice laïque, ils demandent à être renvoyés devant le tribunal diocésain, ce que refuse le Parlement de Bordeaux. Finalement les prêtres s’évadent et ne sont jamais retrouvés. Trois autres cas de prêtres sorciers sont mentionnés dans les écrits du Parlement de Bordeaux, mais ceux-ci ne connaissement pas le même sort. De Lancre condamne au bûcher le curé d’Ascain, celui de Ciboure et son vicaire. Enfin, des enfants sont aussi accusés de participer aux sabbats, plus de 500 sont interrogés.
Au Pays basque, le nombre d'accusées est tel que les prisons sont pleines. Certaines sont déplacées à Bordeaux, dans la prison du Fort du Hâ. De plus, au XVIIe siècle, les peines sont durcies. Alors qu’auparavant elles étaient seulement fouettées et bannies, la Grande chambre de Bordeaux, où siégeait de Lancre, décide à une majorité de huit voix contre deux, qu’elles doivent être brûlées dès lors qu’elles sont « convaincues » d’avoir été transportées au sabbat. Justifiant des procédures d’exception, le Parlement de Bordeaux les prive d’avocat. Les procès sont donc expéditifs et instruits à charge, usant de la torture et de l'ordalie.

## Liste des présidents
En 1462, un seul président fut nommé. À mesure que le Parlement a évolué, non seulement le premier président mais aussi jusqu'au sixième président le dirigeaient.

### Premiers présidents
Nom et date de réception
- Jean Tudert, (14 juin 1462 - )[2]
- Jean de Bérard (1er juin 1472 - )[2] : rétablissement du Parlement à Bordeaux, à la suite de la mort de Charles de France le 24 mai 1472
- Louis Tindo (13 septembre 1483 - )[2],[39]
- Pierre Mondot de La Marthonie, 15 octobre 1499 - 12 janvier 1515, nommé premier président du Parlement de Paris, le 3 février 1515
- Jean de Selve, 28 mai 1515
- François de Belcier, en 1519
- François de Lage, 1er juin 1545
- Jacques Benoist de Lagebaston, 30 juillet 1555
- Louis Goyet de La Ferrière, 18 juin 1570
- Gérard de Coton, 1er janvier 1584
- Guillaume Daffis, 19 octobre 1585
- André de Nesmond de Cézac (2 mars 1611 - )[2]
- Claude Mangeot, janvier 1616
- Marc-Antoine de Gourgue, 27 décembre 1616
- Jean Daffis, novembre 1628
- Abel Servien, 26 juin 1630
- Antoine d'Aguesseau, 6 janvier 1631
- Joseph de Bernet, 18 août 1643
- Arnaud de Pontac, 17 mars 1653
- Jean-Denis Daulède de Lestonnac, 7 octobre 1672
- Jean-Baptiste Le Comte de La Tresne, 21 juin 1695
- Romain Dalon, 10 juin 1703
- Joseph de Gillet de La Caze, 2 mai 1714
- André-François-Benoît Le Berthon, 18 décembre 1735
- Jacques-André-Hyacinthe Le Berthon, août 1766
- Antoine-Alexandre de Gascq, août 1771
- Jacques-André-Hyacinthe Le Berthon, août 1775

### Deuxièmes présidents
- Jean de la Chassaigne ([40]? - après 1473[41]?)

- Geoffroy de la Chassaigne
- François Nesmond (vers 1570)[42]

- Alexandre de Ségur : nommé conseiller au Parlement de Bordeaux le 19 juillet 1737. En 1743, il succède à son père, Pierre de Ségur, en tant que président à mortier du Parlement de Bordeaux.

## Sénéchaussées et présidiaux du ressort du Parlement de Bordeaux
Dix grandes sénéchaussées avec sièges présidiaux sont sous le ressort du parlement de Bordeaux : Bordeaux, Libourne, Périgueux, Sarlat, Agen, Condom, Nérac, les Landes ou Dax, Saintes et Limoges. Il existe plusieurs autres sénéchaussées et présidiaux moins importants. La plupart des présidiaux, sauf ceux de Libourne, Nérac et Sarlat ont été créés en 1551 et établis en 1552. La sénéchaussée de Libourne a fait partie de celles de Bordeaux ou de Guyenne jusqu'en 1639, date à laquelle elle a été érigée en sénéchaussée particulière. L'édit de 1551 avait créé un présidial à Bergerac mais qui n'a pas subsisté. Il a existé une sénéchaussée à Bergerac depuis 1474. En plus des dix sénéchaussées citées au-dessus, de la sénéchaussée de Bergerac, il a aussi existé les sénéchaussées de Mont-de-Marsan, de Saint-Sever et de Bayonne. La sénéchaussée de Bergerac était du ressort du présidial de Périgueux, celle de Mont-de-Marsan du ressort du présidial de Condom, celles de Saint-Sever et de Bayonne du ressort du présidial de Dax.